# 断道坞之战
断道坞之战，1057年（宋仁宗嘉祐二年、夏毅宗奲都元年）五月，宋夏战争中，西夏军在断道坞（今陕西省神木市）击败宋朝军队的伏击战。
北宋庆历至嘉祐初年，西夏连年派人强耕宋朝屈野河（今陕西神木西北乌兰木伦河、东南窟野河）之西的土地。每次收获时，夏军经常屯兵河西，来引诱宋军。北宋河东经略使庞籍多次训诫边将，让他们不要出战。1057年正月，西夏国相没藏讹庞率兵至松境。三月，西夏增兵数万，想要尽耕河西之地。西夏有大臣表示异议，夏军还兵。庞籍想要在夏军回师之时，派通判并州司马光等人巡边。当时数十里空旷之地，宋军只安置一个城堡。知麟州武戡，通判夏倚建议增加修筑两座堡垒，来据守当地，屯兵驻守，遏制夏军。庞籍采纳他的意见。城没有修好，夏军已集合再战。五月初五，并、代钤辖管勾麟府军马郭恩、走马承受入内东头供奉官黄道元和武戡等率军以巡边为名，乘夜前去视察。侦察得到情报，夏军屯守沙鼠浪。郭恩想要不再前进，黄道元胁迫他率步骑兵一千四百沿着屈野河北进，进达卧牛峰，夏军举起烽火，黄道元认为是虚张声势，想要阻止宋军，又听到鼓声，还是强令前行。走到谷口，郭恩建议休军，等到天明登山，黄道元说他怯懦，郭恩愤怒，率军前行。黎明时，宋军抵达忽里堆，见到数十个西夏骑兵向西走，喊他们不答应，忽然火起，夏军张开左右翼，南北夹击，郭恩等据守忽里堆东梁口断道坞，奋力作战。战至多时，西夏军从忽里堆东长堑两侧攀登上来，四面合击，宋军溃败。武戡率军逃到麟州，郭恩、黄道元、府州宁府寨监押刘庆等人被俘。郭恩不屈被杀，三百八十七位宋朝军士战死，丧事矢甲一万七千余件。